# 横带猪齿鱼
横带猪齿鱼（学名：Choerodon fasciatus，又稱七帶寒鯛，俗名七带猪齿鱼、四齒仔、西齒）為輻鰭魚綱鱸形目隆頭魚亞目隆頭魚科猪齿鱼属的其中一種鱼类。

## 分布
本魚分布於印度洋和西太平洋區，从红海到澳大利亚，包括琉球群島、台湾岛、印尼、澳洲昆士蘭、新喀里多尼亞、新幾內亞等海域。该物种的模式产地在澳大利亚昆士兰。

## 深度
水深6~40公尺。

## 特徵
本魚體長卵型，前部輪廓陡峭。吻略尖；上頜犬齒6枚，下頜犬齒4枚，向後外方伸出彎曲。體呈淡黃綠色，頭部具3條、體側具5條鮮紅色的橫帶，橫帶外大多具有藍緣。其中以第四及第八較寬，背鰭的第二棘之前有一黑斑，尾鰭截形，色白。幼魚尾柄部另有2條較細的橫紋，且體側的橫紋呈暗紅色。背鰭和臀鰭的軟條部各有一枚具白緣的眼狀黑斑。背鰭硬棘2枚、背鰭軟條8枚、臀鰭硬棘3枚、臀鰭軟條10枚。體長可達30公分至50公分不等。

## 生態
本魚棲息在岩礁或珊瑚礁區，單獨活動，具領域性，以甲殼類或多毛類為食。

## 經濟利用
大魚可食用，清蒸、紅燒均可，其體色鮮艷亦適合作觀賞魚。